# Orina
La orina o el orín (del latín urina) —coloquialmente el pis y, de forma infantil, pipí— es un líquido acuoso transparente y amarillento, de olor característico, secretado por los riñones y enviado al exterior por el aparato urinario. El orín puede servir para determinar la presencia de algunas enfermedades. En los laboratorios clínicos se abrevia u o uri. En español, los prefijos de todas las palabras relacionadas con la orina son: uri- y uro-; y el sufijo: -uria.
Después de la producción de orín por los riñones, este recorre los uréteres hasta la vejiga urinaria, donde se almacena y después es expulsado al exterior del cuerpo a través de la uretra, mediante la micción.

## Funciones
Las funciones de la orina influyen sobre la homeostasis por las siguientes razones: 
- Eliminación de sustancias tóxicas producidas por el metabolismo celular como la urea.
- Eliminación de sustancias tóxicas como la ingesta de drogas y alcohol.
- Control electrolítico, al regular la excreción sobre todo de sodio y potasio.
- Control de la presión arterial, a través de la regulación hídrica o de la volemia.
- Control del equilibrio ácido-base.

## Composición
En los seres humanos, la orina normal suele ser un líquido transparente o amarillento. Se eliminan aproximadamente 1,4 litros de orines al día. La orina normal contiene un 95 % de agua, un 2 % de sales minerales y 3 % de urea y ácido úrico, y aproximadamente 20 g (gramos) de urea por litro. Cerca de la mitad de los sólidos son urea, el principal producto de degradación del metabolismo de las proteínas. El resto incluye nitrógeno, cloruros, cetosteroides, fósforo, amonio, creatinina y ácido úrico.
- Composición de la orina en g/100 mL de fluido:

Urea: 2,0
Ácido úrico: 0,05
Sales inorgánicas: 1,50
El análisis de orina y el urocultivo pueden ayudar al diagnóstico de varias enfermedades.

## Color
El orín varía en apariencia, dependiendo principalmente del nivel de la hidratación del cuerpo, así como otros factores. La orina normal es una solución transparente que va desde casi incolora a ámbar, pero generalmente tiene un color amarillo pálido.

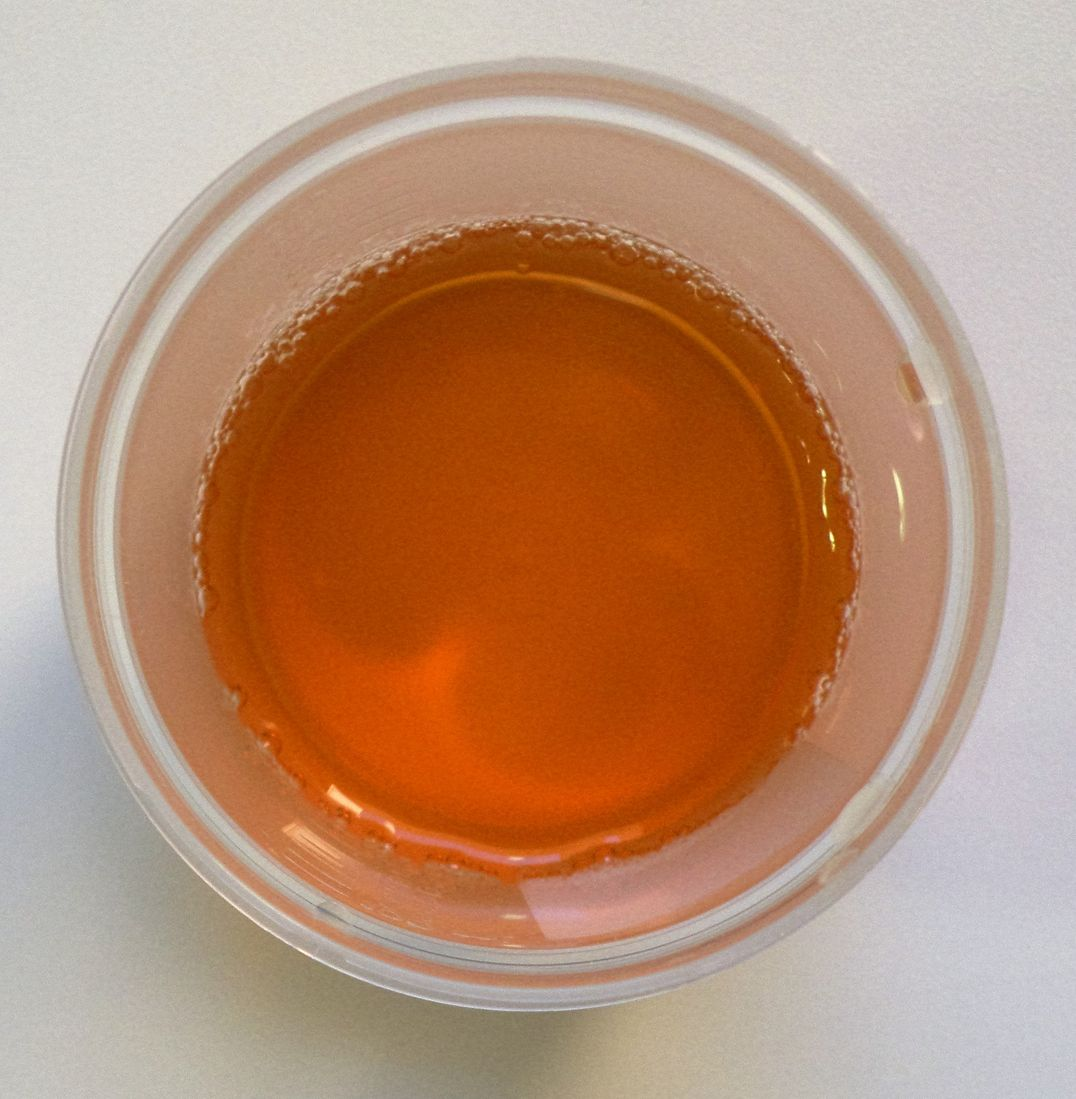
Orina oscura debida a la baja ingesta de líquidos
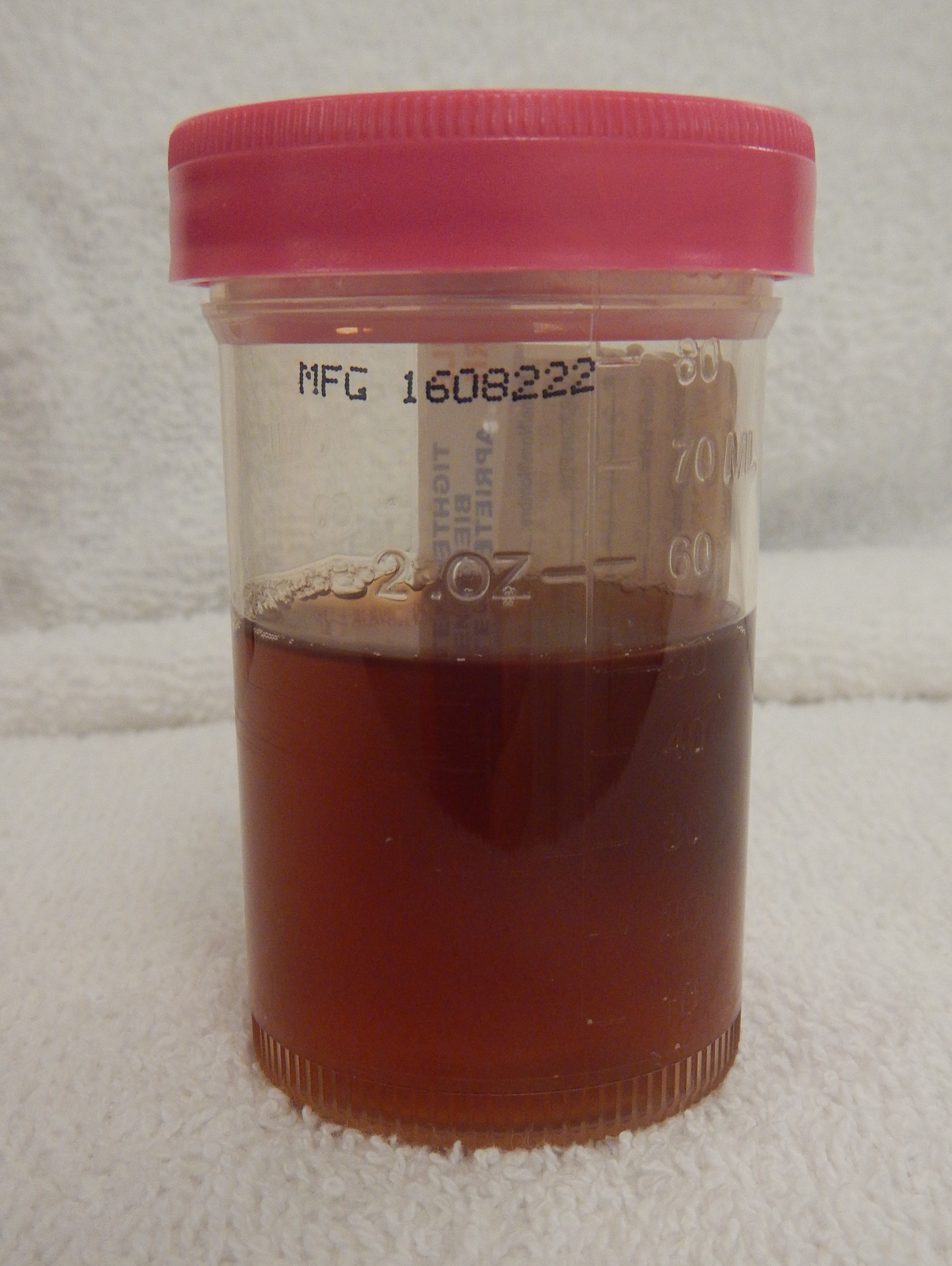
Orina rojo-oscura por sangre, en la hematuria.
Orina con aspecto de cola por coluria.
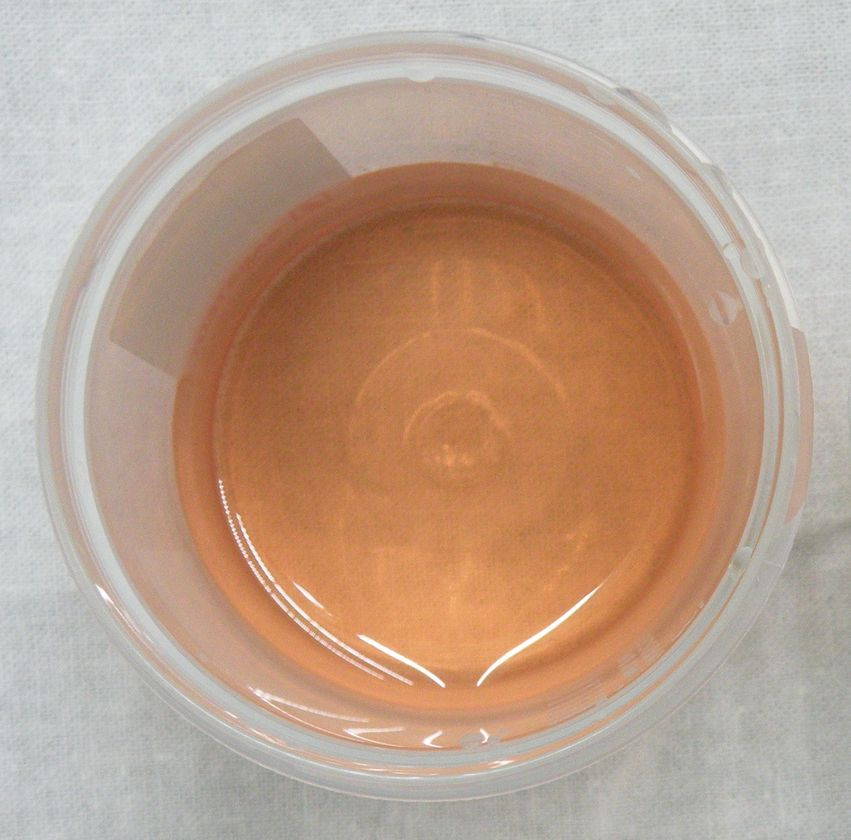
Orina teñida por la ingesta de remolacha.
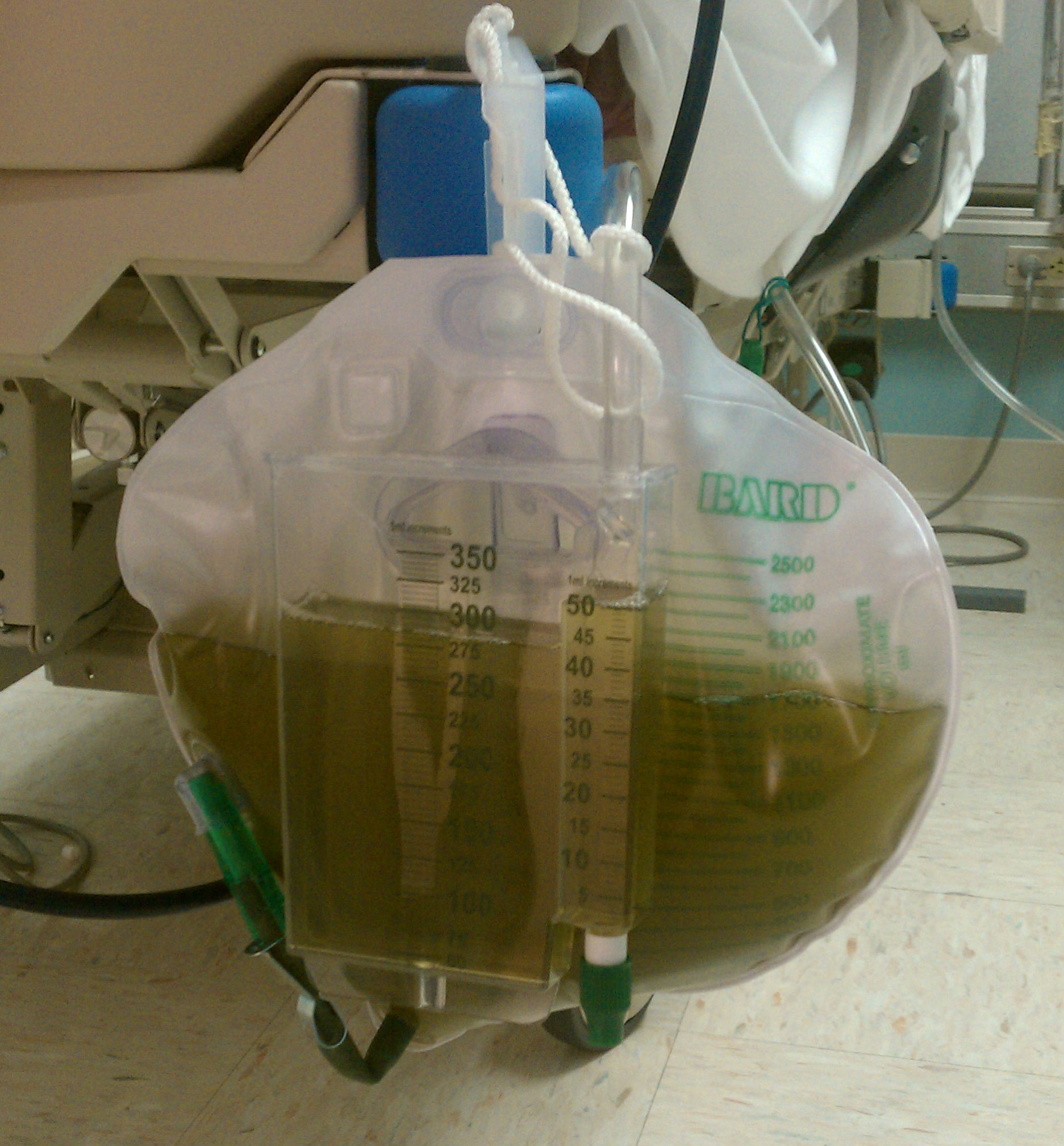
Orina verdosa durante una infusión prolongada de propofol.

## Alteraciones

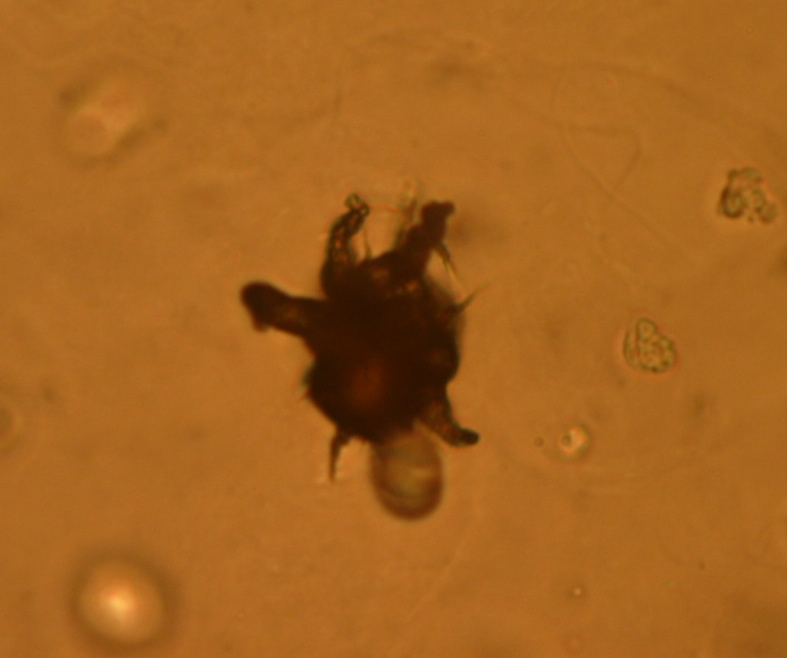
Cristales de urato de amonio en la orina: corpúsculos de color café amarillento con espículas largas e irregulares. Se consideran patológicos sólo si aparecen en orina recién emitida.

- Glucosuria: es la presencia de glucosa en la orina y aparece sobre todo en la diabetes mellitus;
- Hematuria: es la presencia de sangre en la orina, y deben descartarse, entre otras cosas: infección urinaria, litiasis urinaria, glomerulonefritis, neoplasia (cáncer de vejiga, uréter, riñón, próstata)
- Bacteriuria: es la presencia de bacterias en el orín;
- Piuria: es la presencia de Piocitos (Leucocitos Polimorfonucleares Necróticos) formadores de pus en la orina;
- Proteinuria: es la presencia de proteínas en la orina, como suele observarse en: glomerulonefritis, infección urinaria, intoxicaciones, diabetes y otras.

## Producción en el cuerpo humano
Incluye las siguientes etapas:

### Filtración glomerular
Tiene lugar en una de las múltiples nefronas que hay en los riñones, concretamente en los glomérulos. La sangre, al llegar a las nefronas, es sometida a una gran presión que extrae de ella agua, glucosa, vitaminas, aminoácidos, sodio, potasio, cloruros, urea y otras sales. Esto equivale aproximadamente al 20 % del volumen plasmático que llega a esa nefrona, aproximadamente 180 litros/día, que es 4,5 veces la cantidad total de líquidos del cuerpo, por lo que no se puede permitir la pérdida de todos estos líquidos, ya que en cuestión de minutos el individuo acusaría una deshidratación grave.

### Reabsorción tubular
Cuando este filtrado rico en sustancias necesarias para el cuerpo pasa al túbulo contorneado proximal, es sometido a una reabsorción de glucosa, aminoácidos, sodio, cloruro, potasio y otras sustancias. Esta equivale, aproximadamente, al 65 % del filtrado. Aunque la mayor parte se absorbe en el túbulo contorneado proximal, este proceso continúa en el asa de Henle y en el túbulo contorneado distal para las sustancias de reabsorción más difícil. Los túbulos son impermeables al filtrado de la urea.

### Excreción
En el túbulo contorneado distal ciertas sustancias, como la penicilina, el potasio e hidrógeno, son excretadas hacia la orina en formación. Cuando la vejiga está llena, el sistema nervioso recibe la señal de eliminación de orina.

## Términos relacionados
- Anuria, volumen urinario bajo 100 ml al día.
- Oliguria, disminución del volumen de orina por debajo de 400−600 ml al día.
- Retención urinaria, imposibilidad de eliminación de los orines acumulados en la vejiga urinaria.
- Infección urinaria, existencia de gérmenes en la orina a causa de infecciones en la uretra, etc.

## Usos
El orín, al ser un desecho orgánico, puede ser utilizado como fertilizante orgánico, ya que contiene nutrientes útiles para las plantas, como grandes cantidades de nitrógeno en forma de urea y una pequeña cantidad en forma de ácido úrico. También contiene potasio y fósforo además de otros nutrientes necesarios en menor cantidad como el magnesio y el calcio, todos ellos de asimilación rápida.
La orina por sí sola no es una solución nutriente completa que pueda utilizarse, por ejemplo, en hidroponía; en caso de ser usada, debe complementarse, por ejemplo, con guano.
La composición de la orina varía según la alimentación. La producida por animales herbívoros suele ser más alcalina, contiene más potasio y menos nitrógeno, y es la más adecuada para usar como fertilizante. La orina humana contiene más sodio, que las plantas no necesitan en grandes cantidades por lo que podría perjudicarlas. El nitrógeno se encuentra principalmente en forma de urea, que se convierte rápidamente en amoníaco. Si la concentración de nitrógeno es excesiva puede perjudicar a las plantas. Los microorganismos del suelo convierten parte del nitrógeno en nitratos y nitritos.
Los orines contienen menos bacterias que la saliva o las heces y es posible almacenarla durante un tiempo para que el aumento de pH, al formar amonio, destruya los agentes patógenos que pueda haber.
Aunque al poco tiempo de ser expulsado el orín huele mucho a amoníaco, al utilizarlo como abono en dosis adecuadas se pierde el olor ya que el metabolismo normal de las plantas y los microorganismos lo debe eliminar.
Ya en la antigüedad era costumbre utilizar la orina para lavarse los dientes. Este tipo de orinoterapia la observaron los romanos, por ejemplo, cuando conquistaron la península ibérica entre los pueblos del norte (cántabros, galaicos, etc.). De hecho, la orina de Lusitania llegó a convertirse en un bien muy preciado en la metrópoli romana, en donde se comercializaba a buen precio, aunque se usaba principalmente para blanquear la ropa.

## Análisis de orina en toxicología
Debido a que todas las drogas se secretan en mayor o menor medida a través de la orina es posible detectar si alguna persona ha consumido algún tipo de droga analizando este fluido biológico. No hay una regla general para saber durante cuánto tiempo puede detectarse una droga en los orines ya que no se puede detectar una droga por tiempo indefinido, pues esta es metabolizada y eliminada por el organismo de manera natural. Sin embargo esto no sucede de inmediato, ya que depende principalmente del tipo de droga consumida y del tiempo que el individuo haya estado ingiriendo dicha droga, y también depende de su edad, género y estado de salud.
En general las drogas pueden ser detectada en el orín durante algunos días hasta varias semanas. El tiempo para la detección en sangre es mucho más corto comparado con la orina, por ello el análisis de drogas en orina se lleva a cabo si existe una sospecha de dopaje, principalmente en deportistas. También se puede emplear en criminalística para detección de drogas ilegales en individuos involucrados en algún delito.

## Nota
1. ↑  Esta forma es más usada en plural: los orines.[1]

### Como fertilizante
- Proyecto y resultados del uso de la orina como fertilizante.

- Datos: Q40924
- Multimedia: Urine / Q40924